# مكتبة بينيك للكتب النادرة والمخطوطات

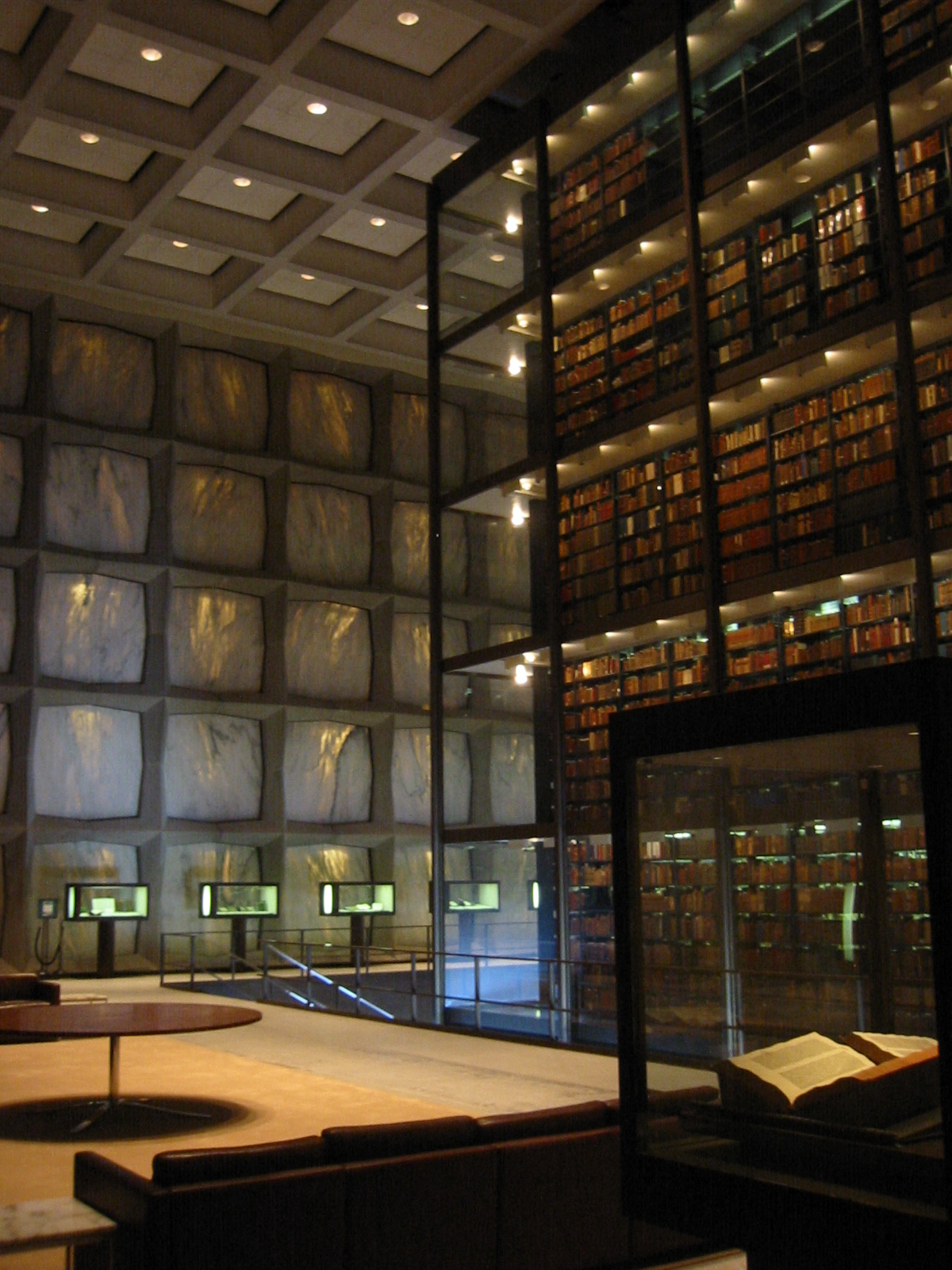
مكتبة بينيك من الداخل

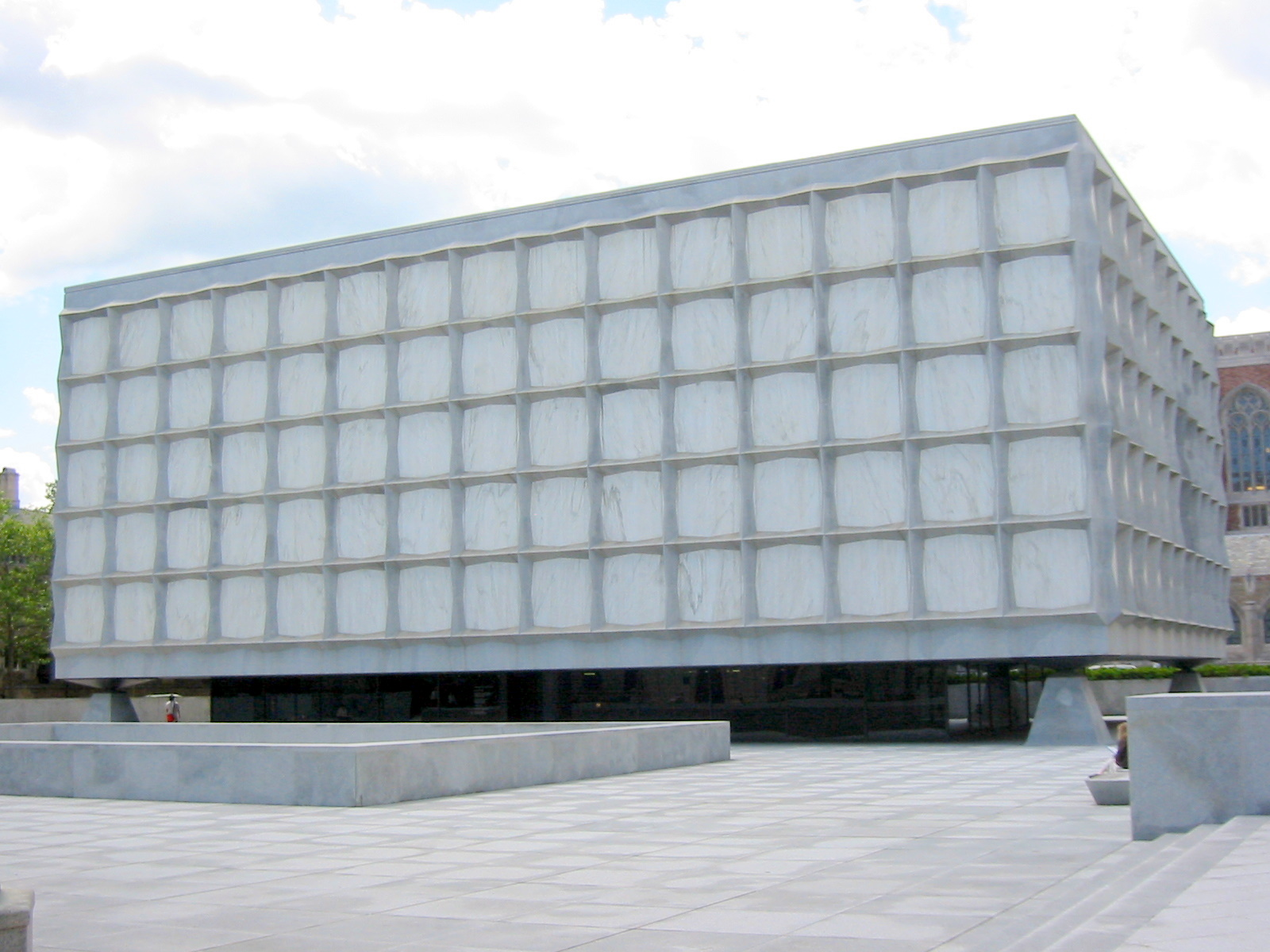
واجهة المكتبة المكعبة من الخارج.

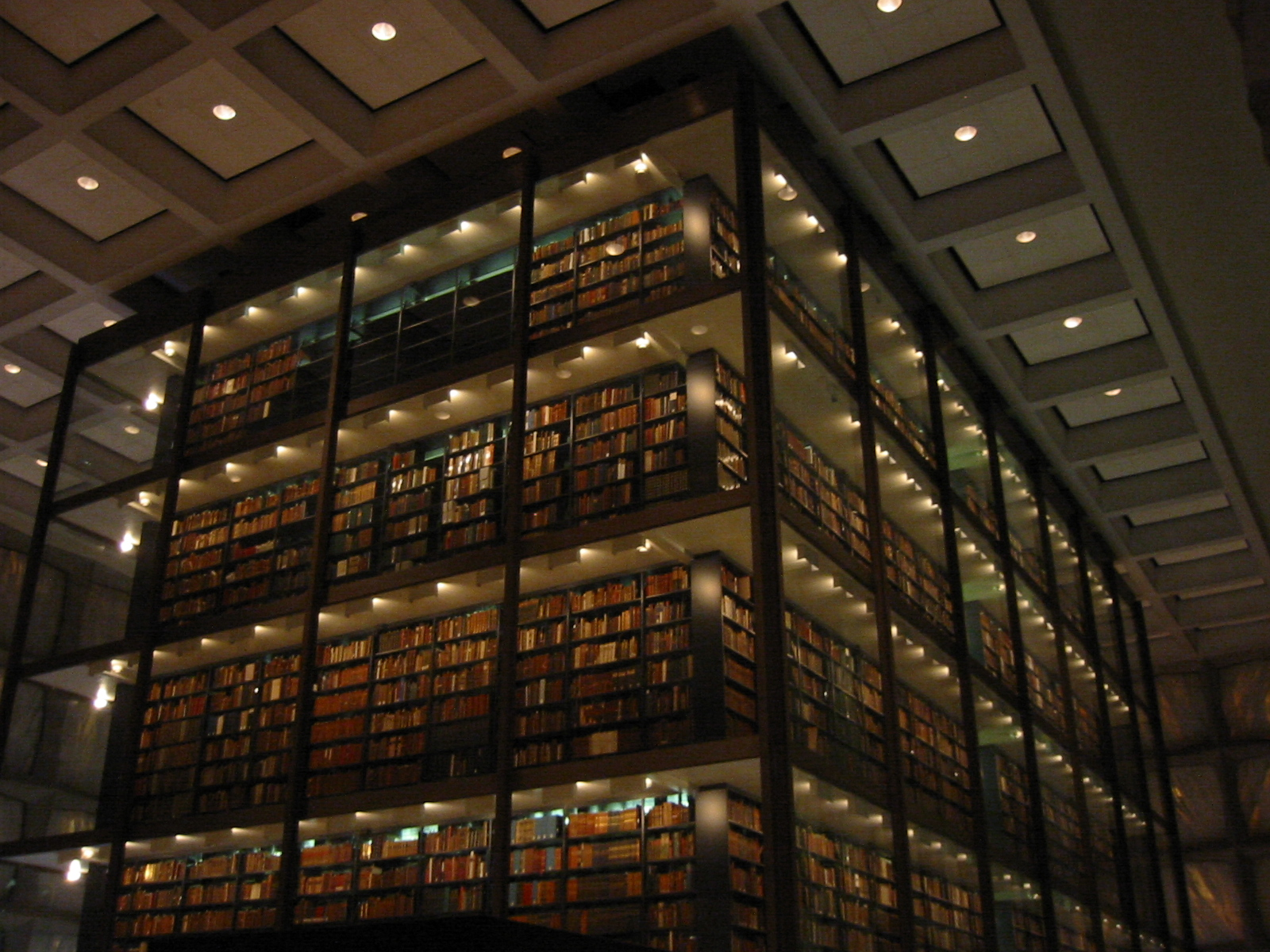
قلب المكتبة، أين توجد عدة طوابق في شكل مكعب تتكون من رفوف الكتب والمخطوطات.

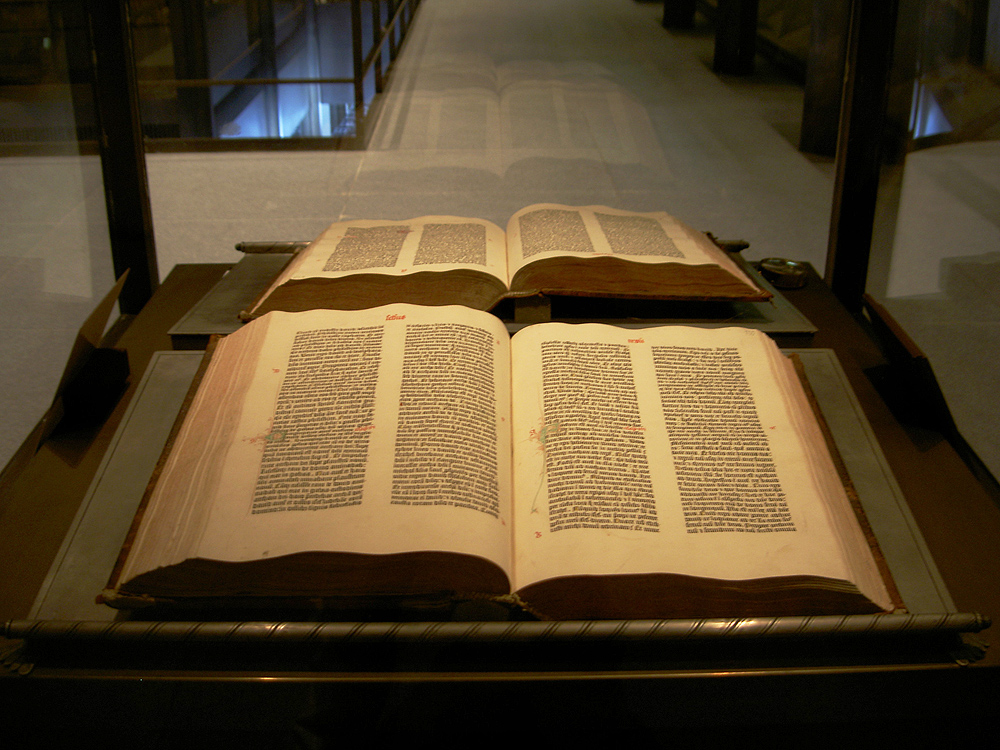
نسخة من إحدى الطبعات الأولى لبيبل غوتنبرغ.

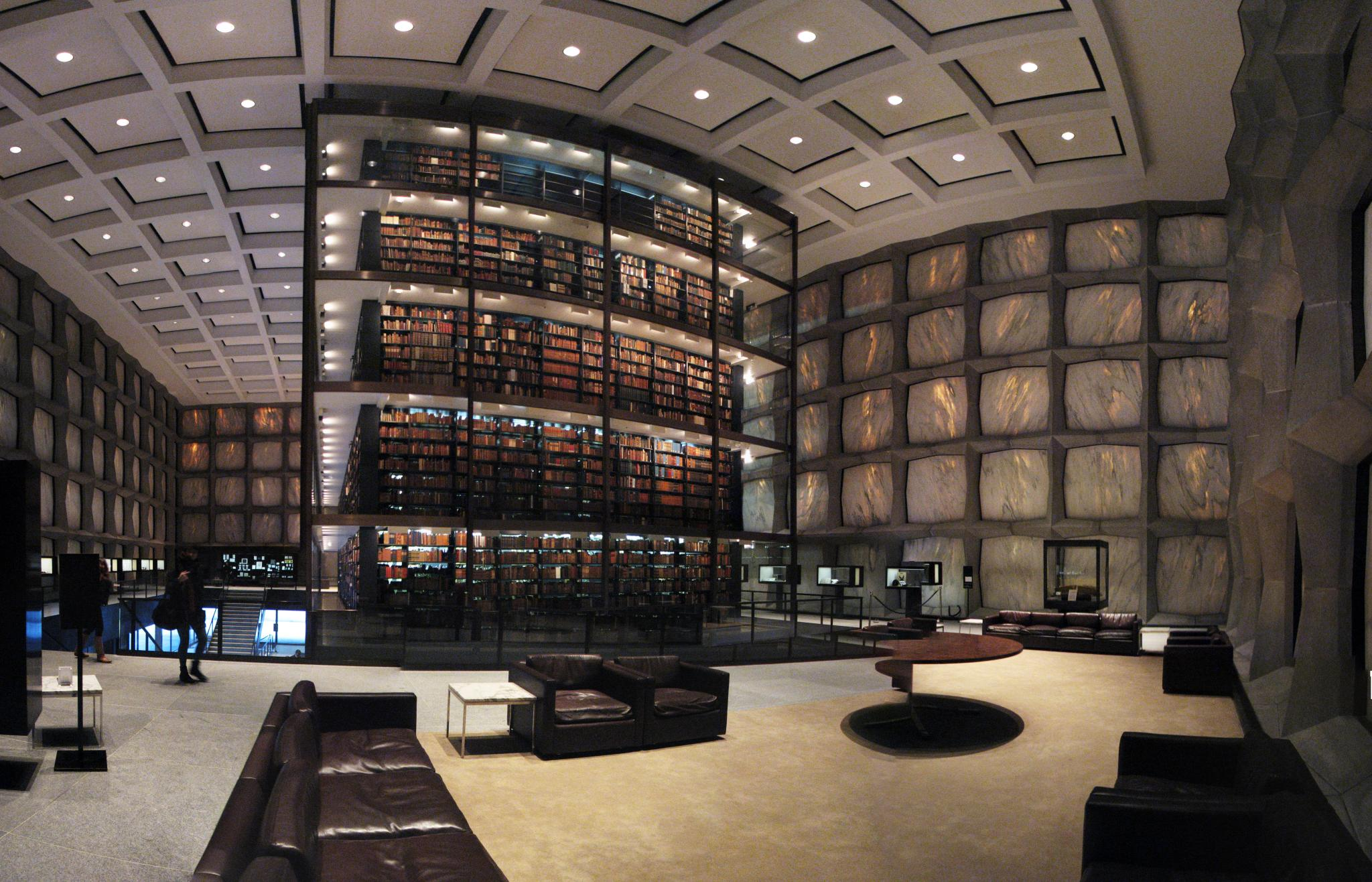
صورة بانورامية للمكتبة.

مكتبة بينيك للكتب النادرة والمخطوطات  (بالإنجليزية: Beinecke Rare Book and Manuscript Library)‏ هي مكتبة تابعة لجامعة ييل في ولاية كونيتيكت (الولايات المتحدة). فتحت المكتبة في 1963، المجموعات التي في المكتبة تجعل منها أهم إحدى مكتبات التراث العالمي في العالم.
في سنة 2013، احتفلت المكتبة بخمسينيتها (يمكن الإطلاع على الفعاليات هنا).

## التاريخ
في أواخر القرن 19، كانت مجموعات الكتب والمخطوطات محفوظة في محلات خاصة في أولد ليبريري (الآن أصبحت قاعة دوايت). عند فتح مكتبة الإسترليني التذكارية في سنة 1930، تم نقل الكتب.

في 14 أكتوبر 1963، فتحت مكتبة بينيك أبوابها بفضل سخاء عائلة بينيك التي تحمل نفس اسم المكتبة، حيث جمعت مجموعات مكتبة الإسترليني التذكارية وثلاتة مجموعات أخرى (مجموعة الأدب الأمريكي، مجموعة الغرب الأمريكي، مجموعة الأدب الألماني). ثم في وقت أخ، تم إضافة مجموعة جيمس مارشال وماري لويز أوسبورن.

اليوم، تحتفظ مكتبة بينيك من بين مجموعات كتب ومخطوطات جامعة ييل بكل الكتب التي يرجع تاريخها إلى ما قبل 1601، وكل كتب أمريكا اللاتينية المنشورة حتى 1751، وكتب أمريكا الشمالية حتى 1821، وصحف وجرائد الولايات المتحدة حتى 1851، والمنشورات والكتيبات الأوروبية حتى 1801، كتب أوروبا الشرقية والشرق الأدنى والأوسط حتى القرن 18، فضلا عن بعض الكتب النادرة والقيمة.

## البناية
تم تصميم البناء من قبل المهندس المعماري الأمريكي غوردون بونشافت الذي ينتمي إلى مكتب الهندسة المعمارية سكيدموري، أوينغس وميريل، ويعتبر المبنى الأكبر في العالم المخصص للتراث.

تقع البناية في وسط جامعة ييل في ساحة هويت كادرانغل أو ما تعرف ببينيك بلازا.

فوق الأرضية تتكون المكتبة من ستة طوابق مفتوحة من النواحي الأربعة في شكل مكعب يتوسط البناية من الداخل، حيث تمكننا من رؤية رفوف الكتب القديمة. جدران البناية لا تحتوي على نوافذ حيث صنعت الجدران من رخام دانبي، الشفاف قليلا، التي تسمح بمرور الضوء ولكن تجنب مرور أشعة الشمس لكي لا تتلف الكتب والمخطوطات والأثار الأدبية القديمة.

بينما تحت الأرض يوجد ثلاثة طوابق كذلك هي مكعبة ومفتوحة ولكنها محاطة بثلاثة منحوتات للفنان الأمريكي-الياباني ايسامو نوغوشي.

تتكون المكتبة أيضا من قاعة عرض، قاعات قراءة ودراسة، قاعة للمراجع، قاعة للميكروفيلم، مكاتب ومحلات.

في السنوات 1960، تم وضع منحوتة للفنان الأمريكي (من أصل سويدي) كلايس أولدنبورغ اسمها ليبستيك أون إ كاتربيلر تراك (Lipstick on a Caterpillar Track)، لكن بعد ذلك تم تحويلها إلى أمام كلية مورس.

## المجموعات
تحتوي مكتبة بينيك على مجموعات ثرية جدا، حيث يمكننا أن نذكر من بين 000 500 مجلد:
- أكثر من 100 1 مخطوطة من العصور الوسطى وعصر النهضة.
- أكثر من 100 3 كتاب أو أثر فني طبع في عصر الكتاب المطبوع في النصف الثاني من القرن 15 من بينهم بيبل غوتنبرغ الذي يعرض بشكل دائم في المكتبة.
- مخطوطة فوينيتش.
- مجموعة مهمة لقطع مسرحية ترجع للعصر الإليزابيثي منهم عدة أعمال نادرة للمسرحي ويليام شكسبير.
- عدة خرائط قديمة، منها خريطة فينلاند.
- مجموعة مهمة من قصائد مازاريناد التي تعرف بالسخرية ضد الكاردينال جول مازاران.
- نسختين لكتاب جون جيمس أودوبون المسمى طيور أمريكا.
- مجموعة من الفافير.
- العديد من الأرشيفات والمؤلفات المحفوظة لعدة مؤلفين.

## روابط خارجية
- الموقع الرسمي.